# Emmanuel Adebayor
Emmanuel Adebayor (Lomé, 26. veljače 1984.) bivši je togoanski nogometaš koji je igrao na poziciji napadača.
Adebayor je započeo karijeru u juniorima Metza, nakon čega je prešao u Monaco. Bio je član Arsenala od 2006. godine do 2009., te je bio glavni napadač kluba nakon odlaska Thierryja Henryja u Barcelonu. Od 2009. do 2012. je nastupao za Manchester City. Togoanac je ostao bez kluba u ljetu 2016., nakon što je napustio Crystal Palace. U siječnju 2017. je potpisao za turskog prvoligaša İstanbul Başakşehir.

## Klupski uspjesi
Real Madrid:
- Kup Kralja (1): 2010./11.

## Vanjske poveznice
- Emmanuel Adebayor na Transfermarktu
- Emmanuel Adebayor na Soccerwayu